# کومرفلد
کومرفلد {{آلمانی|Kummerfeld) شهری در آلمان است که در Pinneberg واقع شده‌است. کومرفلد ۲٬۲۵۹ نفر جمعیت دارد.